# 壬寅宮變
壬寅宫变是发生在明朝嘉靖二十一年（1542年），十六名宮女和两名妃嫔意圖殺死明世宗嘉靖皇帝的一次失敗事件。由於此事发生在壬寅年，所以稱之為“壬寅宫变”。

## 事件原因
宫变的原因众说纷纭，正史并无给出定论，野史则多有揣测。
當時嘉靖帝迷信道教，为求长生不老药，在宮廷中建起齋醮，命方士炼丹。當時皇帝迷信，認為未有經歷性行為的宮女的經血可保長生不老，令禮部派員在京城、南京、山東、河南等地挑選了民間年少處女進宮，成為宮女。為保持宮女的潔淨，宮女們不得進食，而只能喫桑葉、飲露水。嘉靖帝这人十分暴虐，陈皇后、张皇后都是因为一件小事，惊忧致死。宮人若有微过，少不容恕，辄加笞楚，動輒用笞楚毆打，有二百多位宮女被打死，被徵召的宫女都不堪其苦。
此時嚴嵩為討好皇帝獻上“五色龜”，說是“神龜”，嘉靖帝將該龜奉為神靈，交給楊金英等宮女餵養。雖然楊金英等宮女精心餵養，可是該龜因被染色而體弱，最終還是死了。驚恐的楊金英等宮女向王寧嬪求救，最後王寧嬪建議趁早上曹端妃去御膳房監煮甘露時，支開宮裡的守護宮女勒死皇帝，趁皇帝暴死，朝廷大亂而逃過問責。
因嘉靖帝妃嫔颇多，有的女子长久得不到皇帝注意，或得幸后又失宠，深宫之中多有怨妇，“深闺燕闲，不过衔昭阳日影之怨”，说成是独处深宫妃嫔宫女们因过于寂寞无聊导致仇恨的结果。
此事可能涉及“大礼议”等一系列政治事件，乃反对派大臣们企图利用妃嫔宫女除去皇帝。

## 事件經過
嘉靖二十一年十月二十一日（1542年11月27日），以杨金英为首的十六名宮女趁嘉靖帝熟睡之时，用花绳试图勒毙他。宮女們在慌乱之際将麻绳打成死结，誤使绳圈无法收緊，結果只令嘉靖帝昏迷而未有毙命。此時方皇后赶到，将宫女们制服，涉案的曹端妃和王宁嫔也被逮捕。嘉靖帝虽没被勒死，由于休克，经过御醫许绅抢救后昏迷很长时间才醒来。
刑部主事张合保留有刑部审讯口供的记录在《宙載》，即：
司礼监张佐题为谋害事：大明嘉靖二十一年十月二十一日，奉懿旨：“好生打着问！”得杨金英，系常在、答应，供说：“本月十九日，有王、曹侍长在东稍间点灯时分，商说：‘咱们下了手罢，强如死在（他）手里。’杨翠英、苏川药、杨玉香、邢翠莲在旁听说，是杨玉香就往东稍间去，将细料仪仗花绳解下，总搓一条。至二十二日卯时分，将绳递与苏川药，苏川药又递与杨翠英拴套儿，一齐下手。姚叔皋掐着脖子。杨翠英说：‘掐着脖子，不要放松！’邢翠莲将黄绫抹布递与姚叔皋，蒙在面上。邢翠莲按着胸前，杨玉香按着身上，苏川药拿着左手，关梅秀拿着右手，刘妙莲、陈菊花按着两腿，姚叔皋、关梅秀扯绳套儿。张金莲见事不好，去请娘娘来。姚叔皋打了娘娘一拳。王秀兰打听陈菊花吹灯。后宫总牌陈芙蓉说：‘张金莲叫陈芙蓉来点着灯。徐秋花、邓金香、张春景、黄玉莲把灯打灭了。’陈芙蓉就跑出叫后宫管事牌子来，将各犯拿了。”

## 史料中發生地點
- 端妃宫：《明史·孝烈方皇后传》：“二十一年，宫婢杨金英等谋弑逆，帝赖后救得免，乃进后父泰和伯锐爵为侯。初，曹妃有色，帝爱之，册为端妃。是夕，帝宿端妃宫。金英等伺帝熟寝，以组缢帝项，误为死结，得不绝……”

- 西苑：嘉靖朝刑部尚書郑晓《今言》：“七十二 孝烈皇后将葬，上念西苑之变，孝烈有大功，欲葬于孝洁皇后之左，巳而中止。上新作寿陵，至是定名永陵，令先葬后。上曰：孝陵、长陵先葬 孝慈、仁孝也。”“二百一 许绅，南京人，质实谨厚，不喜交游，大抵有恒人也。以医术仕至工部尚书掌太医院事。嘉靖西苑宫人之变，圣躬甚危，得绅药始苏。余尝造问：‘圣躬安否？’绅曰：‘此变祸不测，论官守非余辈事。切念受圣主深恩，当以死报，只得用桃仁、红花、大黄诸下血药。药进，余自分不効必自尽，赖天之灵，辰时进药，未时上忽作声，起去紫血数升，申时遂能言，又三四剂，平气和血，圣躬遂安。天地庙社之灵也。’以故加绅宫保。后数月，绅病，余视之曰：‘余必不复起，曩西苑用药惊忧所致。至今神魂不宁，百药不効，余即死，主上万寿。死无憾！’竟以此病卒，上怜之恤典甚厚。”《明史·方伎传》中许绅传，所寫內容與《今言》同，但刻意省略了“西苑宫人之变”。
- 《鈐山堂集卷第十五》等表明嘉靖廿一年三月以前，嚴嵩等勛輔五臣就已經在西苑無逸殿等值廬當差，亦可證明朱厚熜當時居住在西苑仁壽宮，而非乾清宮。

## 事後
《明世宗實錄》言：“金英与苏川药、杨玉香、邢翠莲、姚叔皋、杨翠英、关梅秀、刘妙莲、陈菊花、王秀兰亲行弑逆，宁嫔王氏首谋，端妃曹氏时虽不与然始亦有谋，张金莲事露方告，徐秋花、邓金香、张春景、黄玉莲皆同谋者”。明世宗诏：“不分首从，悉磔之于市，仍锉尸枭示，并收斩其族属十人，给付功臣家为奴二十人，财产籍入，诸以异姓收系者审辨出之。”行刑之时，大雾弥漫，昼夜不解三四日。当时人說有冤屈，指曹妃诸人。
對於方皇后代嘉靖帝傳詔殺害曹端妃，嘉靖二十六年大内失火，大火危及方皇后的安全，众人请求速去救援，嘉靖帝默不作声。
据《明实录》载，自嘉靖二十九年开始至四十五年朱厚熜死去，除嘉靖四十一年外，每年均有一至三名未封妃、未封宫嫔或未封宫御死亡，然后追封为某妃或某嫔，治丧如某例。在十七年的时间内，死亡“未封妃”、“未封宫嫔”，“未封宫御”达三十一人之多，
在史籍中是极为少见的。从朱厚熜一生看，他在明朝各皇帝中是妃嫔最多的一个。仅据明朝编纂的《太常续
考》和《宛署杂记》所载陵墓数计算即有六十三人。其中包括后四人，妃三十三人，嫔二十六人。有五十三人葬于金山，其余葬天寿山。这么多的陵墓，每年还要由大兴、宛平两县按时祀祭。每年有五祭有四祭，所用银两亦由两县百姓负担。由此可见，皇帝之攫取于人民，不仅在生前，而且继之于死后。

### 引用
1. ↑  《明實錄·世宗肅皇帝實錄》
2. ↑  《万历野获编》卷18
3. ↑  明朝壬寅宫变的两种版本
4. ↑  “壬寅宫变”的地点、起因和事后